# 世直しバラエティー カンゴロンゴ
『世直しバラエティー カンゴロンゴ』（よなおし- ）は、2008年10月5日から2009年3月15日にかけて放送されたNHK総合テレビのバラエティ番組である。

## 概要
NHK番組たまごの企画として2007年6月3日と9月29日にパイロット版を放送した。それから約1年後の2008年10月5日に本格スタートした。内容は世直しおじさん「カンゴロンゴ」（漢語・論語）が主に漢籍（つまり漢文による古典）を典拠とする「お言葉」を用いて、現代社会の悩みに立ち向かうミニドラマを中心に展開される。
舞台はとある1軒のラーメン屋の建物であり、カンゴロンゴ親子はその2階に住んでいて、「世直し相談所」を開いている。娘は1階のラーメン屋で看板娘として働いている。実はこれが重要な意味を持っており、2階部分はミニドラマ、1階部分はフリートークと、構成が分かれる。「お言葉」が1回につき3つ出される。はじめの2つはフリートーク部分で教授が解説し、最後はミニドラマ部分でカンゴロンゴとその娘が宋朝体で書かれたお言葉の巻物を取り出して（お言葉発射）、劇中の相談者に示す。なお、論語が出典となるお言葉を読み上げるときは、お言葉の冒頭に「子曰く」を、論語以外が出典の場合は「古人曰く」を付ける。「お言葉発射」は、カンゴロンゴ親子が外に出ている時は、ラーメン屋の2階からカプセルに入った巻物が小型のロケットに乗って飛んでくる事で行われる。ただし、相談者を優しく諌めなければならない場合は、「発射」を行わずに小さな巻物が入ったカプセルを渡すのみに留める。また、カンゴロンゴ親子がラーメン屋の2階に居て、部屋に来た相談者を諭す場合には、部屋の鴨居を伝う小さなロープウェイに乗って、カプセルが部屋を半周し、娘の手に渡る事によって、「発射」が完了する。

## 内容

### コーナー
- カン・ゴローの四字熟語な生活
体毛を自由自在に操る主人公カン・ゴローの遭遇した体験を通し、四字熟語の意味をわかりやすく（？）学ぶアニメである。番組の締めに放送される。

### 紹介された「お言葉」と四字熟語
| 回 | 本編タイトル                                    | お言葉1                                                                              | お言葉2                                                   | お言葉3                                    | お言葉4                        | カン・ゴローの四字熟語な生活 |
| -- | ----------------------------------------------- | ------------------------------------------------------------------------------------ | --------------------------------------------------------- | ------------------------------------------ | ------------------------------ | ---------------------------- |
| 1  | 泣いた鬼嫁 ～給食費不払い記                     | 天網恢恢疎にして漏らさず                                                             | 小によって大を失う                                        | 青天白日【韓愈】                           | -                              | 漁夫之利                     |
| 2  | カンゴロンゴ流 投資虎の巻                       | 初筮(しょぜい)は告ぐ                                                                 | 君子は和して同ぜず 小人は同じて和せず                     | 一点素心【菜根譚】                         | -                              | 李下瓜田                     |
| 3  | 悪口は蜜の味                                    | 好事門を出でず 悪事千里を行く【傳燈録】                                              | 過ちは好む所にあり                                        | 一事を経ざれば、一智に長ぜず【紅楼夢ほか】 | -                              | 杞人憂天                     |
| 4  | パワハラ上司のしつけ方                          | 一張一弛                                                                             | 鶏を殺して卵を取る【俗諺】                                | 楽は虚に出ず【荘子】                       | -                              | 四面楚歌                     |
| 5  | 定年オヤジの愛し方                              | 藪をつついて蛇を出す【俗諺】                                                         | 当て事と越中褌は向こうから外れる【日本の諺】              | 君子は豹変す【易経】                       | -                              | 捲土重来                     |
| 6  | 永遠の美人のヒミツ ～アンチエイジング始末記     | 人魚之肉【日本の八百比丘尼伝説】                                                     | 一葉(いちよう)目を蔽(おお)う                              | 我は我が素を行う【中庸】                   | -                              | 羊頭狗肉                     |
| 7  | 我が愛しの中古マンション                        | 円よりも縁【俗語】                                                                   | 幸せは≒仕＋合わせ【俗語】                                 | 道は爾きに在り【孟子】                     | -                              | 竜頭蛇尾                     |
| 8  | 希望を忘れた男 ～高学歴ワーキングプア           | 二階に上げて梯子を外す（上屋抽梯）【兵法三十六計】                                   | 貧すれば鈍す【俗諺】                                      | 人間到る処青山あり【月性】                 | -                              | 画竜点睛                     |
| 9  | スイッチ家族 ～クリスマスの幸せごっこ           | 怠け者の節句働き                                                                     | 物厚ければ情薄し                                          | 大いなる味は必ず淡し【漢書・揚雄伝】       | -                              | 守株待兎                     |
| 10 | どうすれば結婚できますか？ ～38歳コンカツ始末記 | 打たぬ鐘は鳴らぬ                                                                     | 多ければ則ち惑う【老子】                                  | 仁を為すは己に由る【論語】                 | -                              | 鶏口牛後                     |
| 11 | パラサイトミドルが会社をつぶす？                | 苦言は薬なり甘言は疾(やまい)なり【史記・淮南王伝】                                   | 驕兵必敗【漢書】                                          | 行くに径（こみち）に由らず【論語】         | -                              | 我田引水                     |
| 12 | 職場に情けは無用ですか？ ～ブラック企業始末記   | 教学相長ず(きょうがくあいちょうず)【礼記】                                           | 吮疽（せんそ）之仁【史記】                                | 一樹百穫なるものは人なり【管氏】           | -                              | 狡兎良狗                     |
| 13 | ”下流志向”の君へ                                | 人必ず自ら侮(あなど)りて然る後に人之を侮る【孟子】                                   | 人の老いるを怕(おそ)れず 只だ心の老いるを怕る【中国の諺】 | 脚力尽くる時山更に好し【蘇東坡】           | -                              | 画蛇添足                     |
| 14 | 会社はあなたを信じない（前編）                  | 大道廃れて仁義あり【老子】                                                           | 足を削りて履に適さしむ。【淮南子】                        | 鶏飛蛋打【中国の諺】                       | -                              | 面従腹背                     |
| 15 | 会社はあなたを信じない（後編）                  | 上に政策あれば、下に対策あり【中国の慣用句】                                         | 信なくば立たず【論語】                                    | 大信不約【礼記】                           | 礼は夫婦を謹むに始まる【礼記】 | 疑心暗鬼                     |
| 16 | メールが欲しい症候群                            | 君子の交わりは淡きこと水の如し、小人の交わりは甘きこと醴（あまざけ）のごとし【荘子】 | 玩物喪志【書経】                                          | 人心は譬えば、槃水の如し【荀子】           | -                              | 出藍之誉                     |

第17回のカン・ゴローの四字熟語な生活スペシャルの初出四字熟語は、「大器晩成」、「臥竜鳳雛」、「一毛不抜」、「鶏鳴狗盗」、「朝三暮四」、「呉越同舟」である。

## 主な出演者
- カンゴロンゴ：平幹二朗
- カンゴロンゴの娘「純」：夏川純
- ラーメン屋の常連客・総合司会：ダンディ坂野
- ラーメン屋の主人：有吉弘行
- ヨシエ（通称「美人スパイ」）：村中玲子（「四字熟語な生活」のキャラクターとしても出演）
- 留学生の中国人：宋文洲（ソフトブレーン創業者、現在はマネージメント・アドバイザー）
- 常連客の教授・番組監修：加藤徹（明治大学教授）
- 「四字熟語な生活」コーナーナレーター：加賀美幸子
- カン・ゴローのモデル：鳴海剛

### パイロット版
- ラーメン屋の店員：脇知弘
- ラーメン屋の常連客：山本モナ

## 主なゲスト出演者
- パイロット版第1回：中川家
- パイロット版第2回：東京ダイナマイト、片瀬那奈
- 第1回：雛形あきこ
- 第2回：斉藤暁、本多晋
- 第3回：中山祐一朗
- 第4回：遠藤憲一、柏原収史
- 第5回：石井愃一、森本レオ、木野花、須永慶
- 第6回：伊藤かずえ
- 第7回：神保悟志、松居直美、宝生舞
- 第8回：河相我聞、宮地真緒
- 第9回：田代さやか、萩原流行、三谷悦代
- 第10回：伊東孝明、山田雅人、吉井怜、瀬尾智美
- 第11回：入江雅人、渡辺裕之、市川勇、白土直子、前田昌明、加藤治
- 第12回：田口浩正、まいど豊、出合正幸
- 第13回：竹内寿、石橋杏奈、ギャオス内藤
- 第14回：野々村真、鈴木砂羽、島崎俊郎
- 第15回：鈴木砂羽、野々村真、ヒロシ、青木和代
上2回は2話連続式であり、14回を“前編”、15回を“後編”とした。
- 第16回：石川梨華、篠山輝信、チェリー☆パイ
- 第17回：なし（四字熟語な生活の総集編）

## スタッフ・主題歌
- 『カンゴロンゴ〜Do the Light Thing』 / ダースレイダー - 「吾十有五にして学に志す」など『論語』の一節をもじった歌詞をラップ調の曲に乗せたもの。
- 「カン・ゴローの四字熟語な生活」CG制作 / 中尾浩之